# جورج كاسل
جورج كاسل (بالإنجليزية: George Castle)‏ هو لاعب اللاكروس أمريكي، ولد في 8 أكتوبر 1984 في Glenside, Pennsylvania ‏ في الولايات المتحدة.